# MS4A1
MS4A1 (англ. Membrane spanning 4-domains A1) – білок, який кодується однойменним геном, розташованим у людей на короткому плечі 11-ї хромосоми. Довжина поліпептидного ланцюга білка становить 297 амінокислот, а молекулярна маса — 33 077.
| 10         |  | 20         |  | 30         |  | 40         |  | 50         |
| ---------- |  | ---------- |  | ---------- |  | ---------- |  | ---------- |
| MTTPRNSVNG |  | TFPAEPMKGP |  | IAMQSGPKPL |  | FRRMSSLVGP |  | TQSFFMRESK |
| TLGAVQIMNG |  | LFHIALGGLL |  | MIPAGIYAPI |  | CVTVWYPLWG |  | GIMYIISGSL |
| LAATEKNSRK |  | CLVKGKMIMN |  | SLSLFAAISG |  | MILSIMDILN |  | IKISHFLKME |
| SLNFIRAHTP |  | YINIYNCEPA |  | NPSEKNSPST |  | QYCYSIQSLF |  | LGILSVMLIF |
| AFFQELVIAG |  | IVENEWKRTC |  | SRPKSNIVLL |  | SAEEKKEQTI |  | EIKEEVVGLT |
| ETSSQPKNEE |  | DIEIIPIQEE |  | EEEETETNFP |  | EPPQDQESSP |  | IENDSSP    |

A: Аланін

C: Цистеїн

D: Аспарагінова кислота

E: Глутамінова кислота

F: Фенілаланін

G: Гліцин

H: Гістидин

I: Ізолейцин

K: Лізин

L: Лейцин

M: Метіонін

N: Аспарагін

P: Пролін

Q: Глутамін

R: Аргінін

S: Серин

T: Треонін

V: Валін

W: Триптофан

Кодований геном білок за функцією належить до фосфопротеїнів. 
Задіяний у такому біологічному процесі, як альтернативний сплайсинг. 
Локалізований у клітинній мембрані, мембрані.